# Calle Sevilla (Zafra)

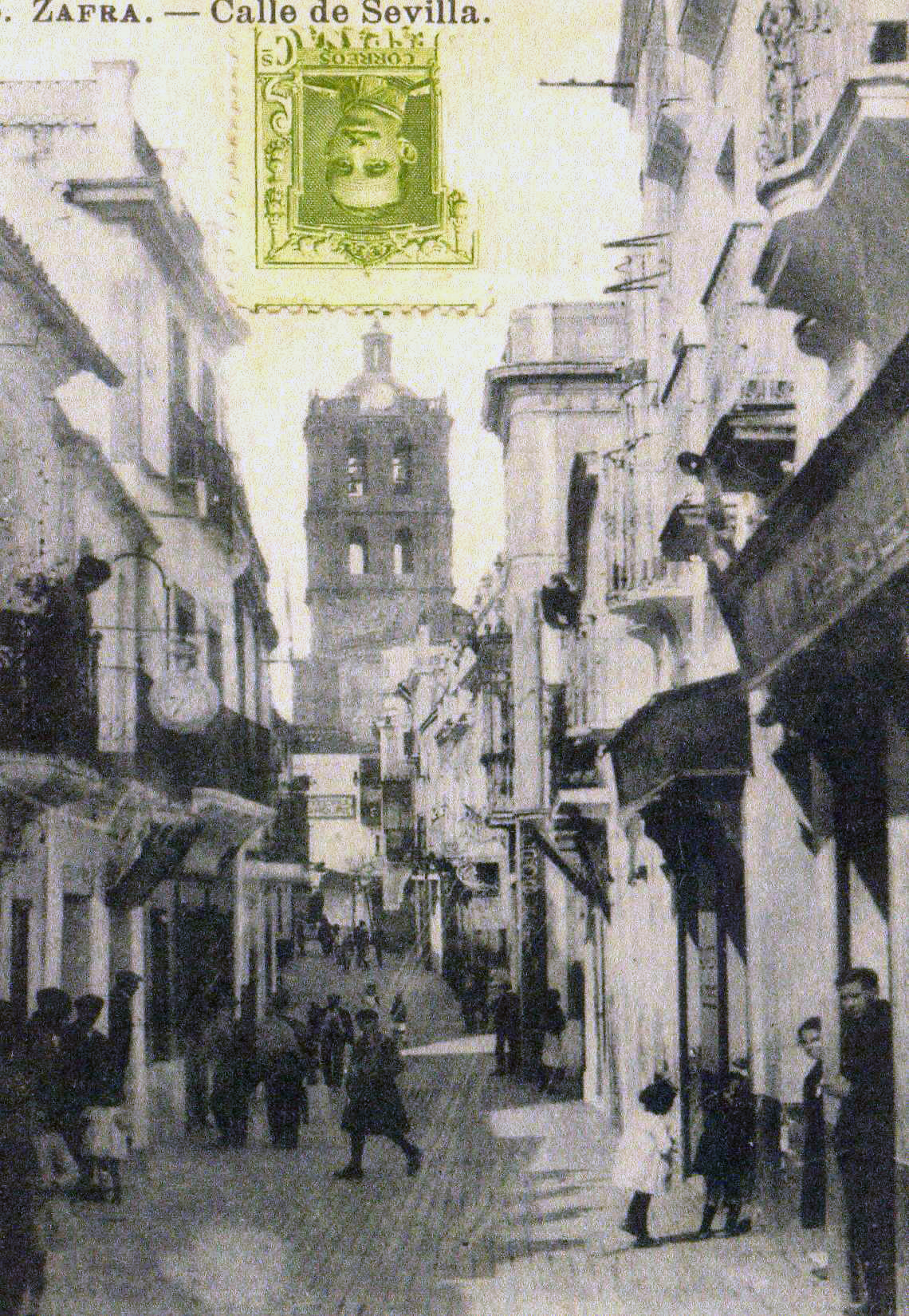
Vista de la calle a comienzos del siglo XX

La calle Sevilla es una vía urbana de la localidad española de Zafra, en la provincia de Badajoz.

## Descripción
Como a Zafra gusta llamarse Sevilla la Chica, su calle principal no podía ser otra que la calle Sevilla. Y esta calle tenía que parecerse a la calle más famosa de Sevilla, la calle Sierpes. Si Zafra es Sevilla la Chica, la calle Sevilla es una calle Sierpe en chica. Y como la calle Sierpes, la calle Sevilla de Zafra es la calle comercial por excelencia de la ciudad y además su calle principal, testigo centenario del ir y venir de los zafrenses de nacimiento y de devoción y de las muchas personas que desde época inmemorial han acudido a Zafra para hacer sus compras o resolver sus asuntos.

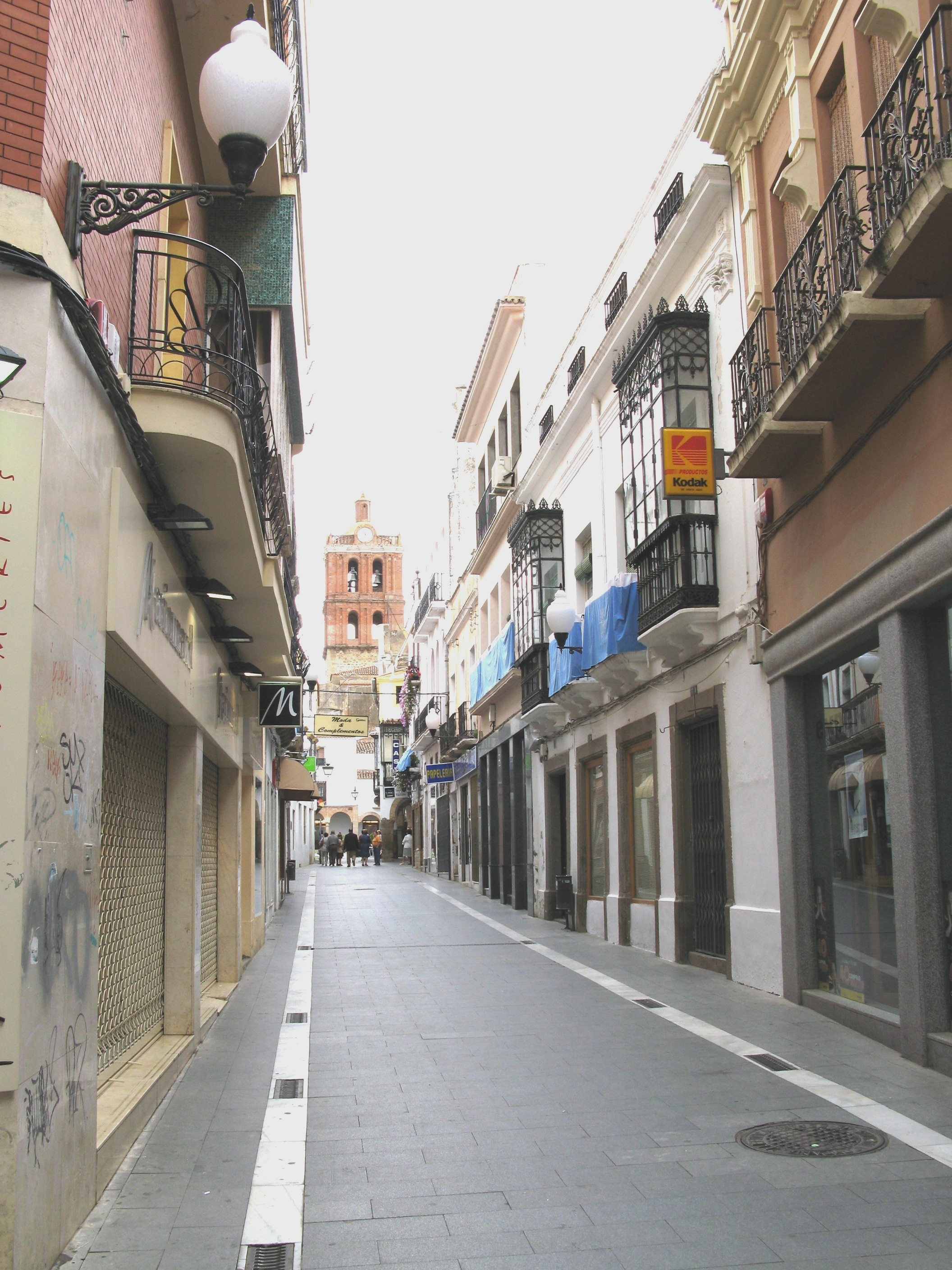
Calle Sevilla de Zafra

La calle Sevilla representa la parte más meridional del eje norte-sur de la Zafra Ducal. Se entraba en ella por la Puerta de Sevilla, la puerta sur de la muralla de Zafra, puerta en cuyo parte superior había una capilla dedicada a la bella imagen gótica de la Virgen de la Aurora, que puede ahora admirarse en el Museo del Convento de Santa Clara de Zafra, puerta y capilla que fueron derribadas, como otras parte de la muralla mandada construir por el I Señor de Feria, a lo largo del siglo XIX. A los pies de esta puerta se encontraba el llamado Campo de Sevilla, ahora Plaza de España, lugar de ferias de ganado. Siguiendo hacia el norte la calle desembocaba y sigue desembocando en la Plaza Grande en cuyo horizonte aún hoy en día, a pesar de luminosos y cables, sigue impactando la torre de la iglesia de la Candelaria.
Entre los locales de los comercios surgen las calles que viene a dar, o salen, de la calle de Sevilla: calle de Santa Marina que conduce al Palacio de los Duques de Feria, calle de San Antonio que lleva al Arco de San Antonio anexo al Palacio de los Marqueses de Solanda y calle de Cerrajeros, por su margen derecha en sentido sur-norte, y calle Fuente Grande (antes Obispo Soto y de la Bomba) que lleva al desacralizado convento de las dominicas de Santa Catalina, por su margen izquierda. Y a poco de entrar en la calle de Sevilla desde la Plaza de España, a la izquierda, se alzan las puertas restituidas del casi sexacentenario Convento de Santa Clara y, a la derecha, la Casa Grande de los Daza Maldonado, hoy convertida en comercio. 
Calle de solera clásica, donde se entremezclan comercios de las nuevas firmas comerciales con comercios históricos de añejo sabor. Calle de Sevilla, casino al aire libre de la bella ciudad del sur de Extremadura.
- Datos: Q5669486
- Multimedia: Calle Sevilla, Zafra / Q5669486